# Sympodial
Sympodiale orkideer vokser sidelæns (i modsætning til monopodiale orkideer).
Mange sympodiale orkideer har pseudobulber til opbevaring af vand- og næringsreserver.